# Карпунинский сельсовет
Карпунинский сельсовет — упразднённая административно-территориальная единица и муниципальное образование со статусом сельского поселения в составе Мокроусовского района Курганской области России. 
Административный центр — село Карпунино.

## История
В соответствии с Законом Курганской области от 6 июля 2004 года № 419 сельсовет наделён статусом сельского поселения.
Законом Курганской области от 31 октября 2018 года N 126, в состав Мокроусовского сельсовета были включены все населённые пункты упразднённых Карпунинского и Крепостинского сельсоветов.

## Население
| 1989 | 2002 | 2010 | 2012 | 2013 | 2014 | 2015 |
| ---- | ---- | ---- | ---- | ---- | ---- | ---- |
| 311  | ↘278 | ↘176 | ↘167 | ↘142 | ↘137 | ↘124 |
| 2016 | 2017 | 2018 | 2019 |      |      |      |
| ↗130 | ↘126 | ↗129 | ↘128 |      |      |      |

## Состав сельского поселения
| № | Населённый пункт | Тип населённого пункта       | Население |
| - | ---------------- | ---------------------------- | --------- |
| 1 | Жиляковка        | деревня                      | ↘9        |
| 2 | Карпунино        | село, административный центр | ↘167      |